# Ulrich Brand
Ulrich Brand (Mainau, 15 de abril de 1967) é um cientista político alemão. Desde setembro de 2007 é professor universitário de política internacional na Universidade de Viena.

## Vida
Brand estudou pela primeira vez Administração de Empresas com foco em Turismo na Duale Hochschule Baden-Württemberg Ravensburg. Ele completou seus estudos em 1989 com um diploma e uma qualificação em treinamento como gerente de hotelaria. Em seguida, iniciou estudos em ciência política e economia na Johann Wolfgang Goethe University Frankfurt am Main, que também o levou para Berlim, Buenos Aires e Detroit. Ele também completou estes estudos em 1996 com um diploma. Em 2000, Ulrich Brand recebeu seu doutorado para uma tese sobre "A Relação entre o Estado e as Organizações Não-Governamentais na Política Ambiental Internacional". Entre 2001 e 2007, ele trabalhou como assistente de pesquisa no departamento de "Globalização e Política" na Universidade de Kassel. Em 2006, concluiu seu doutorado com a tese "A Forma Política da Globalização: Forças e Instituições Sociais no Estado Internacionalizado."
Ele é ativo no conselho de administração do Institut Solidarische Moderne, no Bundeskoordination Internationalismus. (BUKO), bem como no Conselho Científico Consultivo de Attac. Germany. Desde maio de 2011, ele tem sido co-editor do mensal da ciência política Blätter für deutsche und internationale Politik.
Ulrich Brand é membro da Associação para Pesquisa Social Crítica, bem como da Sociedade Austríaca de Ciência Política. (ÖGPW) e a Associação Alemã de Ciência Política. (DVPW). No DVPW, ele foi porta-voz da Seção de Economia Política de 2006 a 2012. De 2012 a 2014 foi chefe do Instituto de Ciência Política da Universidade de Viena, e de 2011 a 2013 foi chefe acadêmico do programa de mestrado Estudos Superiores Latino-Americanos da Universidade de Viena.

## Trabalho
A marca considera a questão ecológica entrelaçada com suas condições prévias e suas condições sociais.
As discussões públicas predominantes muitas vezes se concentram no crescimento excessivo no espaço finito (economia ambiental).
Entretanto, não há uma simples justaposição da natureza e da sociedade, mas a apropriação da natureza é sempre também uma relação social concreta, portanto esta disposição dominante (Foucault) de discussão pública deve ser questionada. A marca acredita que a crise do modo de vida moderno é tanto ecológica quanto social, e que esta crise "social-ecológica" deve ser entendida com uma [[ecologia política] política, em vez de uma visão convencional da utilização excessiva do planeta. Seu trabalho teórico é parte das discussões sobre estado crítico e teoria da hegemonia ([[Antonio Gramsci], Nicos Poulantzas), teoria da regulação e ecologia política.
A marca lida com questões de "transformação sócio-ecológica" na [[crise múltipla] múltipla]. [A crise econômica mundial de 2007 em diante]], como por exemplo como o País industrializado Norte Global] vive às custas do [[País em desenvolvimento] Sul Global]]. Na vida cotidiana estruturada (consumo, mobilidade, comunicação e alimentação), é feita uma utilização desproporcional da força de trabalho global e dos recursos globais dos países emergentes e em desenvolvimento, mediada pelo mercado mundial.
Isto é descrito por ele e Markus Wissen como um "estilo de vida imperial", pelo qual significam um modo de produção imperial no qual recursos (matérias-primas como petroleum e terra, mas também mão-de-obra) são extraído do Sul, consumidos no Norte e descartados novamente através dos poços do Sul. De acordo com seu relato, esta é uma crise cujos padrões de consumo e produção subjacentes são difíceis de politizar; pelo contrário, eles se tornaram ainda mais arraigados nas classes média e alta do Norte e são defendidos externamente. Existe de fato uma rebelião, visível, por exemplo, através do sucesso do extremismo de direita - uma "auto-submissão rebelde" (Nora Räthzel), mas as relações fundamentais de poder permanecem intocadas.
Por "imperial" entende-se a expansão espacialmente ilimitada e que este modo de vida desloca outros modos de vida. O conceito de "estilo de vida" estende o conceito abstrato de estilo de vida para incluir a cultura cotidiana. Embora este conceito se baseie na teoria da regulação, ele também abrange adicionalmente as práticas diárias e a mente cotidiana de acordo com Gramsci, uma vez que, segundo ele, as condições para trabalho de reprodução parecem estar se tornando cada vez mais favoráveis: A vida ainda pode ser considerada digna de ser vivida em nossa sociedade mesmo com cortes salariais. Entretanto, o "consumidor responsável" individual não deveria ser chamado aqui, isso seria apolítico demais, e também, por exemplo, no campo, o consumidor muitas vezes também depende do veículo motorizado.
Os custos do trabalho reprodutivo do indivíduo, ou seja, o trabalho de restauração de sua própria força de trabalho, estão sob as condições do neoliberalismo no Norte, embora através de Efeito Externo, por exemplo. (para mais detalhes, veja Lessenich) dos custos, um pouco menos, neoliberalismo, criando assim seu próprio consentimento, através de telefones celulares mais baratos ou mesmo viagens de longa distância mais baratas. Este modo de produção imperial aparece hegemônica, ou seja, amplamente aceito e até difundido. As conseqüências são ainda menos ameaçadoras no Norte, em contraste com o Sul.
Brand e Wissen formularam sua análise e crítica do modo de vida imperial no livro "Imperiale Lebensweise" de 2017. Sobre a Exploração das Pessoas e da Natureza em Tempos de Capitalismo Global. Em 2021, ela publicou "The Imperial Mode of Living". Everyday Life and the Ecological Crisis of Capitalism, e também foram produzidas traduções para o espanhol e o francês.
Hegemonia, de acordo com Gramsci, é entendida como o esforço e a capacidade da classe dominante de apresentar os seus próprios interesses como os do público em geral, por exemplo, com políticas de localização e crescimento como um objetivo inquestionável. Também foi necessário criar contra-hegemonias a fim de contrariar o discurso dominante de catastrofismo. ("Já são cinco a doze"), o que favorece autoritário, de cima para baixo e de baixo para cima, de cima para baixo e de baixo para cima. soluções. Além disso, o conceito de modo de vida imperial deve ser distinguido de um discurso puramente tecnológico (carro elétrico) ou do consumidor responsável (neoclassicismo), onde o ato político é limitado a atos de compra.
A maneira pela qual a natureza é apropriada pode ser capturada pelo termo relações sociais naturais. Assim, no caso de necessidades sociais, como a mobilidade, também se pode perguntar como a necessidade concreta de mobilidade pode ser e é atendida e quais são os interesses por trás dela. Poder e interesses estão aqui inscritos no (também inconsciente, cf. '[[Habitus (Sociologia)#Habitus|Habitus]']) desejos dos usuários. O modo de vida imperial também é orientado pelo status: a classe média se distingue por consumir mais para baixo e serve como modelo para aqueles: esta espiral de consumo também impulsiona as emissões de CO2. Um exemplo é o uso de carros e os interesses da indústria automobilística. Assim, o uso do SUVs também é um processamento da crise ecológica, de acordo com o lema: Meus filhos e eu vamos atravessar com segurança a chuva forte. O foco aqui está nos estilos de vida que já mudaram: Em Viena já há mais carros livres do que residências com automóveis, portanto, já existem pontos de ponta. Outro exemplo de uma rebelião silenciosa é a restrição do consumo de carne.
A médio prazo, a ecologia política não está preocupada com o objetivo da felicidade individual, mas com as condições para uma Good Life for All e uma economia baseada na solidariedade e orientada para valores de uso, que principalmente não suporta o (Capitalist) growth compulsion, sobre  mercados financeiros, mas enfoca um modelo atraente de prosperidade sem apelo à renúncia individual e consumismo. Após uma Análise de Karl Polanyi mudanças, o ator aqui não é o estado, mas o múltiplo movimentos sociais. (Revolução dos Cuidados, Soberania Alimentar, Direito à Cidade e muito mais).

## Weblinks
- Literatura de e sobre Ulrich Brand (em alemão) no catálogo da Biblioteca Nacional da Alemanha
- CV e publicações de Ulrich Brand
- Degrowth and Post-Extractivism: Two sides of the same coin?. Documento de trabalho da marca Ulrich para o Grupo de Pesquisa Colaborativa Pós-crescimento da DFG. (PDF)
- Artigo "Crítica da Globalização". Em: Wolfgang Fritz Haug (ed.): Dicionário histórico-crítico do marxismo, vol. 5 Argumento, Hamburgo 1994ff. (PDF; 142 kB)
- artigo Green Economy - the Next Oxymoron?. Ulrich Brand sobre os problemas da Economia Verde. (PDF)

- Reestruturação social sócio-ecológica a caminho de uma modernidade solidária. Entrevista em vídeo com Ulrich Brand.
- Procura-se: um novo modelo global de prosperidade. Ulrich Brand sobre perspectivas de transformação sócio-ecológica em "Política e Sociedade Internacional" 4/2014.
- "Precisamos de um debate sobre como tornar os telefones celulares 99% recicláveis". Entrevista sobre o trabalho da marca na Comissão Enquete sobre Crescimento, Prosperidade, Qualidade de Vida] (PDF; 138 kB)
- Marion Wittfeld, Wer lehrt, hat auch einmal studiert, Entrevista com Ulrich Brand, uni:view, março 2015

- '"Müssen Freiheiten einschränken", Die Tageszeitung, agosto de 2018, entrevista